# کاروانسرای مادرشاه (مورچه‌خورت)
کاروانسرای مادرشاه یا کاروانسرای مورچه‌خورت مربوط به دوره صفوی است و در شهرستان شاهین‌شهر، روستای مورچه‌خورت و در کیلومتر ۵۰ جاده اصفهان – دلیجان قرار دارد. این اثر در سال ۱۳۸۴ با شمارهٔ ثبت ۱۳۶۵۷ به‌عنوان یکی از آثار ملی ایران به ثبت رسیده‌است.

## ویژگی‌ها
کاروانسرای مادرشاه در زمان سلطنت شاه حسین صفوی ساخته شد و از آخرین آثاری است که در اواخر حکومت صفویان در اصفهان ساخته شده‌است. این کاروانسرا که یکی از بزرگ‌ترین کاروانسراهای اصفهان است هم‌زمان با بنای مدرسه چهارباغ احداث شد تا درآمد و عواید آن به مصرف مخارج طلاب و نگهداری مدرسه برسد.
بر سردر این کاروانسرا، کتیبه‌ای از دوره محمد شاه قاجار به سال ۱۲۵۱ قمری دیده می‌شود. این کاروانسرا در دوره قاجار مانند سایر آثار اصفهان مورد بی‌مهری ظل‌السلطان حاکم اصفهان قرار گرفت و بالاخره نیز به وسیله این شاهزاده حاکم به فروش رسید.
کاروانسرای مادرشاه در سال ۱۳۲۱ شمسی به پادگان نظامی تبدیل شد و در حدود سال۱۳۴۳ شمسی مقرر شد کاروانسرا با حفظ جنبه‌های هنری و ارزش‌های معماری دوران صفویه به یک مهمانسرای بین‌المللی تبدیل شود. پس از انقلاب ۱۳۵۷ در تصرف سپاه پاسداران قرار گرفت. در سال ۱۳۷۹ این بنای میراث باستانی توسط یک شرکت توسعه گردشگری و پس از آن توسط دو شرکت خصوصی خریداری شد. امروز نیز به‌عنوان یک مجموعه رستورانی شناخته می‌شود و پذیرای گردشگران است.